# کاشانک (اردستان)
کاشانک (اردستان)، روستایی از توابع بخش مرکزی شهرستان اردستان در استان اصفهان ایران است.

## جمعیت
این روستا در دهستان کچو قرار دارد و براساس سرشماری مرکز آمار ایران در سال ۱۳۸۵، جمعیت آن ۳۴ نفر (۱۳خانوار) بوده‌است.